# Winton, Queensland
Winton este o localitate în statul Queensland, Australia.

## Personalități născute aici
- Jason Clarke (n. 1969), actor.